# Dyrene på Skovgården
Dyrene på Skovgården (げらげらブース物語 Geragera Buusu Monogatari) er en japansk-nederlandsk tegnefilmserie på 104 afsnit produceret af Telescreen Japan Inc, Teleimage ltd og Meander Studio 1987-1988 og baseret på den nederlandske tegneserie Boes skabt af Wil Raymakers og Thijs Wilms. 
Tegnefilmserien handler om oksen Bo og hans venners sjove og skøre oplevelser på en bondegård og omegn udelukkende befolket af dyr. Hovedpersonerne er Oksen Bo og Tage Skildpadde der suppleres af både almindelige bondegårdsdyr som grise, får og hund og mere eksotiske dyr som næsehorn, struds og elefant.
Den oprindelige tegneserie er en lettere absurd avisstribe fortalt uden ord. Tegnefilmserien beholder mange af de absurde elementer men fortæller i øvrigt sine historier som 12 min. afsnit, der dog typisk sendtes to ad gangen. I hvert fald 12 afsnit er udsendt med dansk tale fordelt på to VHS-videobånd, i det en kommenterende tukaner og en leende muldvarp dog er klippet fra.